# Fraude de fertilidade

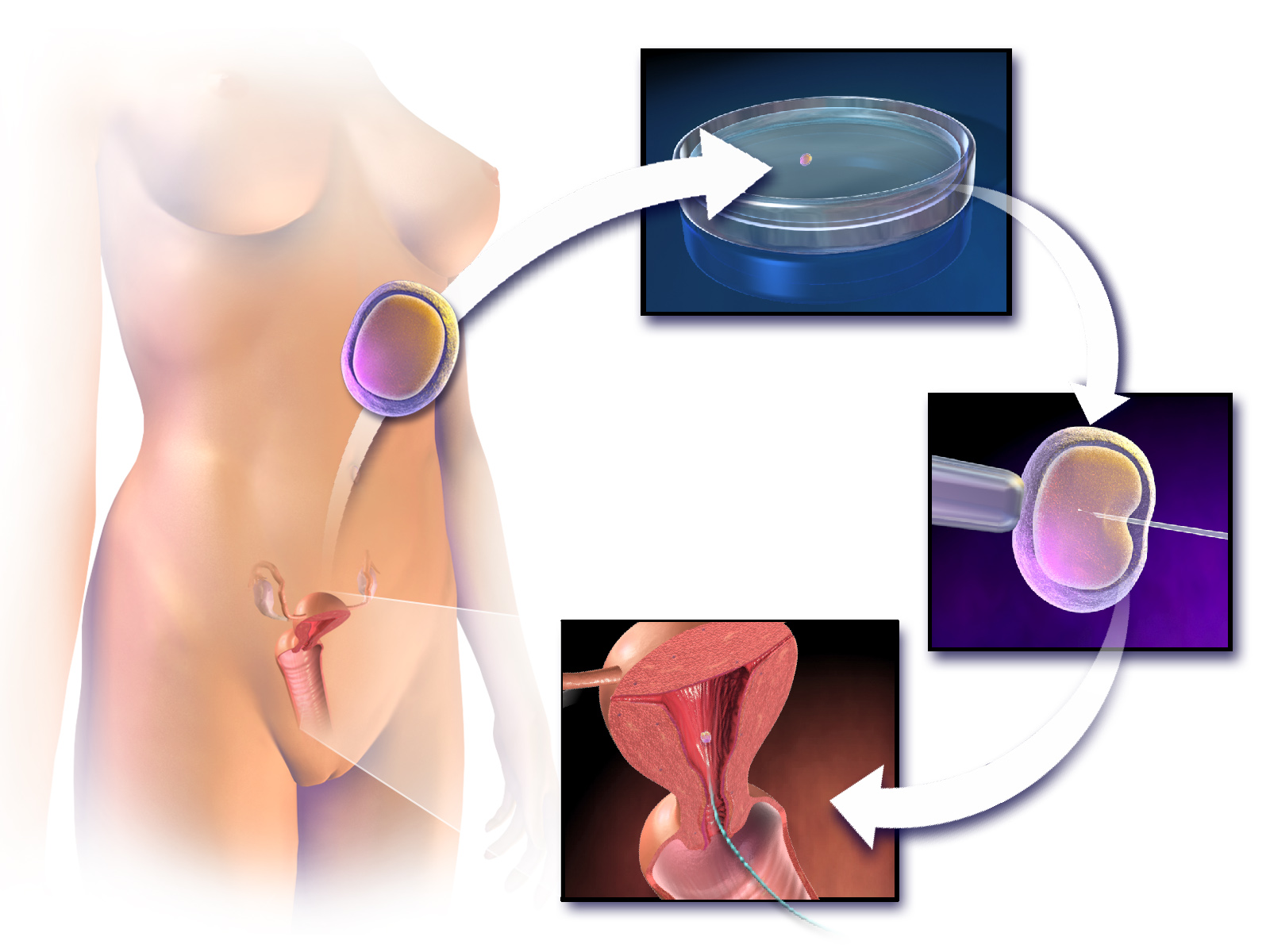
Diagrama mostrando as etapas envolvidas na injeção intracitoplasmática de espermatozoide. A fraude de inseminação pode ocorrer na terceira etapa.

Fraude de fertilidade é a prática, por parte de um médico especialista em fertilidade, de realizar inseminação com o próprio esperma sem obter o consentimento da paciente. Isso normalmente ocorre no contexto de pessoas que utilizam tecnologia de reprodução assistida (TRA) para tratar problemas de fertilidade.
O termo também é usado em casos em que óvulos doados são utilizados sem consentimento e, de forma mais ampla, em situações nas quais médicos e outros profissionais de saúde exploram oportunidades que surgem quando as pessoas recorrem à tecnologia de reprodução assistida para lidar com problemas de fertilidade. Isso pode dar origem a diversos tipos de fraude, envolvendo seguros, procedimentos desnecessários, roubo de óvulos e outras questões relacionadas ao tratamento de fertilidade.

## Tipos
O principal sentido de fraude de fertilidade é a inseminação não consensual de uma paciente por seu médico, mas há outros tipos.

### Roubo de óvulos
O primeiro "bebê de proveta" foi concebido com auxílio de Robert Edwards em 1978, e ele teria usado óvulos sem o consentimento das mulheres envolvidas.
Um dos primeiros casos envolvendo roubo de óvulos ocorreu em 1987, em Garden Grove, Califórnia, numa clínica dirigida pelo médico Ricardo Asch, e seus sócios, os médicos Sergio Stone e Jose Balmaceda. Asch retirava óvulos de mulheres submetidas a procedimentos diagnósticos e os utilizava em procedimentos de fertilidade em outras mulheres.
Asch e seus dois sócios foram acusados de retirar óvulos e embriões de pacientes sem consentimento, utilizá-los para provocar gestações em outras mulheres e fraudar companhias de seguro. Óvulos de pelo menos 20 mulheres foram utilizados, resultando em pelo menos quinze nascimentos com vida. Trinta e cinco pacientes moveram ações judiciais contra Asch. Estima-se que 67 mulheres foram vítimas de roubo de óvulos ou embriões. Asch e Balmaceda deixaram o país e evitaram julgamento. Stone foi julgado no caso e condenado a três anos de liberdade condicional por fraude postal. Ele foi multado em US$ 50.000, obrigado a devolver mais de US$ 14.000 em restituição a seguradoras e teve de usar um dispositivo de monitoramento eletrônico.
No “Caso dos Óvulos” em Israel, no ano 2000, a polícia investigou dois médicos acusados de criar intencionalmente óvulos extras em pacientes que precisavam de procedimentos de fertilidade e, sem o conhecimento dessas pacientes, colher e vender os óvulos para outras mulheres em tratamento.
Na Itália, em 2016, o famoso ginecologista Severino Antinori, conhecido como o “obstetra das avós” por auxiliar mulheres acima de 60 anos a engravidar, foi preso sob suspeita de roubar óvulos ao removê-los dos ovários de uma paciente sem seu consentimento, alegando tratar-se de um procedimento para remover um cisto ovariano. Antinori havia contratado recentemente uma enfermeira espanhola para sua clínica e, em seguida, diagnosticou-a com um cisto ovariano apenas para colher seus óvulos sem que ela soubesse. Ele foi preso no aeroporto de Roma, acusado de roubo qualificado e lesão corporal, e colocado em prisão domiciliar.

### Fraude de inseminação

Diagrama da injeção de um espermatozoide em um óvulo humano

Há diversos casos de profissionais de saúde que substituíram fraudulentamente o esperma de um doador pelo próprio, resultando em gestações e nascimentos.
Quincy Fortier, especialista em fertilidade de Las Vegas, Nevada, no início da década de 1960, inseminou pacientes com seu próprio esperma, resultando em 26 filhos ao longo de 40 anos de prática. Ele morreu em 2006, aos 94 anos, e a história só foi revelada em 2018, quando uma mulher usou um teste de DNA caseiro para comemorar sua aposentadoria. O documentário da HBO Baby God, exibido em 2020, foi baseado na história de Fortier e seu esquema de fraude de fertilidade que durou décadas.
- Cecil Jacobson, médico de fertilidade na década de 1980, na Virgínia, foi inicialmente identificado como pai biológico de pelo menos sete filhos de suas pacientes, incluindo um caso em que a paciente deveria ter sido inseminada com o esperma do marido. Testes de DNA posteriormente ligaram Jacobson a pelo menos 15 dessas crianças, e suspeita-se que ele possa ter gerado até 75 filhos inseminando pacientes com seu próprio esperma.[14]
- Em 2018, uma mulher no estado de Washington entrou com uma ação na Justiça Federal de Idaho contra Gerald Mortimer, que havia sido o médico de fertilidade de sua mãe quando seus pais moravam em Idaho Falls. Após dificuldades para engravidar, a mãe procurou Mortimer e acabou engravidando em 1980. A ligação com Mortimer permaneceu oculta por 37 anos, até que a filha adulta utilizou um kit de DNA e descobriu que ele era seu pai biológico, tendo usado seu próprio esperma em vez de um doador anônimo, como havia sido acordado.[15]
- Donald Cline usou seu próprio esperma em sua clínica de fertilidade em Indianápolis entre 1974 e 1987 para gerar secretamente pelo menos 94 descendentes.[16] O caso veio à tona em 2014, com a popularização dos kits de teste de DNA caseiros, revelando que Cline havia usado seu próprio material genético para fertilizar óvulos de pacientes. Como não havia lei específica sobre o tema em Indiana, ele foi acusado de obstrução da justiça, propaganda enganosa e conduta imoral, perdendo sua licença médica. Cline se declarou culpado de duas acusações de obstrução da justiça de nível 6 e recebeu pena suspensa de um ano. A primeira lei nos Estados Unidos sobre o assunto entrou em vigor em 2019, no estado de Indiana, como resultado desse caso. Em maio de 2022, Cline já havia pago mais de US$ 1,35 milhão para encerrar três processos, com outros três ainda pendentes.[17] Casos semelhantes foram identificados em outros estados.[18][19]
- John Boyd Coates III, médico de fertilidade em Vermont, foi alvo de dois processos judiciais e acusado de usar seu próprio esperma em casos ocorridos ao longo de 40 anos. Sua licença foi revogada e um tribunal concedeu à primeira autora uma indenização de US$ 5,25 milhões.[20][21]
- Jos Beek, ginecologista nos Países Baixos, gerou 21 filhos e possivelmente dezenas de outros utilizando seu próprio esperma em tratamentos de fertilidade. Ele trabalhou no hospital Elisabeth, em Leiderdorp (atualmente parte do hospital Alrijne), entre 1973 e 1998. Beek morreu em 2019.[22]
- Em setembro de 2020, uma mulher de San Diego processou o Dr. Phillip M. Milgram por tê-la inseminado com seu próprio esperma, três décadas antes, em vez de utilizar esperma de doador anônimo. A fraude foi descoberta quando seu filho adulto fez um teste de DNA caseiro pelo serviço 23andMe e constatou que Milgram era seu pai biológico.[23]
- Em novembro de 2020, uma mulher do norte da Califórnia processou seu ex-médico de fertilidade, Michael Kiken, por tê-la inseminado com seu próprio esperma 40 anos antes. Ela teve dois filhos e só descobriu em 2019, por meio de um teste de DNA presenteado à sua filha, que Kiken era o pai biológico de ambos. Além disso, os filhos podem ter herdado uma doença genética transmitida por Kiken.[24]
- Jan Karbaat, médico de fertilidade nos Países Baixos, foi confirmado como pai de 90 crianças e pode ter gerado até 200.[25] Ele morreu em 2017.
- Em 2021, Norman Barwin, médico de fertilidade de Ottawa, pagou um acordo de US$ 13,375 milhões a dezessete filhos concebidos em sua clínica no Canadá na década de 1980. No total, 244 ex-pacientes e seus filhos, incluindo os dezessete concebidos com seu próprio esperma, figuram como autores no processo.[26]
- Em abril de 2022, um júri do Colorado concedeu US$ 8,75 milhões a famílias de doze mulheres que engravidaram enquanto eram tratadas para infertilidade pelo médico Paul Brennan Jones, de Grand Junction, que usou seu próprio esperma durante a década de 1980. O júri o considerou culpado por negligência, fraude e outras acusações.[27]
- O médico de fertilidade Burton Caldwell gerou pelo menos 22 filhos usando seu próprio esperma.[28] Dois de seus descendentes, ambos fruto de fraude de inseminação, tiveram um relacionamento amoroso no ensino médio, no que é considerado o primeiro caso confirmado de incesto acidental entre meios-irmãos devido a esse tipo de fraude.[28] Há muito tempo se teorizava que um grande número de pessoas com relações genéticas próximas, mas não reconhecidas, vivendo na mesma comunidade, poderia levar a casos de incesto acidental.[28]

### Outros
Existem muitos outros tipos de fraude de fertilidade, que podem ocorrer em diferentes etapas do processo:
- Disputa por pacientes por meio de informações enganosas sobre taxas de sucesso, seja em anúncios ou durante entrevistas pessoais[2]
- Realização de um procedimento de tecnologia de reprodução assistida não coberto pelo seguro e cobrança por outro procedimento[2]
- Realização de procedimentos desnecessários ou inúteis em pacientes mal informados[2]
- Declarações falsas de gravidez, seguidas de alegações de morte fetal[2]
- Uso indevido de esperma, óvulos e embriões, em especial quando o profissional substitui o esperma de um doador pelo próprio[2][4]
- Triagem inadequada de doadores[29]
- Desvio de recursos de bancos de esperma, roubo de óvulos ou embriões, ou uso de óvulos sem consentimento[1]

## Situação legal

Estado penaliza alguma forma de fraude de fertilidade
Projeto de lei ativo em tramitação

Centenas de crianças foram geradas por inseminação não consensual realizada por médicos, em países como Estados Unidos, Canadá e Países Baixos. Na ausência de leis específicas que criminalizem essa conduta, as consequências jurídicas são incertas. Em alguns casos, outras leis relacionadas à fraude de fertilidade são aplicadas contra o médico, como fraude postal, de transporte ou eletrônica; em outros, há ações civis. Alguns profissionais também enfrentaram processos disciplinares por órgãos reguladores e perderam a licença para exercer a medicina.

### Estados Unidos
Nos Estados Unidos, estudantes de medicina nas décadas de 1960 e 1970 doavam esperma e, mais tarde, ao tentarem estabelecer suas carreiras médicas, podiam usar seu próprio material genético para criar um histórico de casos bem-sucedidos. Não havia leis que proibissem essa prática na época.
Ativistas têm pressionado por legislação que torne a fraude de fertilidade um crime. Em fevereiro de 2022, sete estados norte-americanos já haviam aprovado leis nesse sentido, e outros sete discutiam projetos de lei.

## Alcance
Nos Estados Unidos, mais de cinquenta médicos de fertilidade foram acusados de fraude relacionada à doação de esperma, segundo reportagem de fevereiro de 2022.

## Adaptações na mídia
Em 2020, a produtora Somethin' Else e a Sony Music Entertainment lançaram um podcast sobre Jan Karbaat e seus filhos, intitulado The Immaculate Deception.
Em 2020, a HBO lançou o documentário Baby God, sobre a vida de Quincy Fortier.
Em 2021, a minissérie holandesa Seeds of Deceit contou, em três episódios, a história do médico de fertilidade Jan Karbaat, que inseminou pacientes com seu próprio esperma.
Em 2022, a Netflix lançou o documentário Our Father, produzido por Jason Blum no gênero true crime, sobre o caso de Donald Cline nas décadas de 1970 e 1980, recebendo críticas mistas.